# Aristolochia papillaris
Aristolochia papillaris là một loài thực vật có hoa trong họ Aristolochiaceae. Loài này được Mast. mô tả khoa học đầu tiên năm 1875.